# 海德博士公園球場
海德博士公園球場是愛爾蘭聖哥曼森林郡聖哥曼森林市（Ros Comáin, Co. Ros Comáin）的一座蓋爾運動球場，以在聖哥曼森林郡出生的愛爾蘭第一任總統道格拉斯·海德來命名，於1969年建成，1971年開幕，之後成為聖哥曼森林郡蓋爾式足球隊的主場。
53°37′30″N 8°10′51″W / 53.625°N 8.1808°W